# Paraphylax seductor
Paraphylax seductor là một loài tò vò trong họ Ichneumonidae.